# エディ・ポープ
エディ・ポープ（Eddie Pope、1973年12月24日 - ）は、アメリカ合衆国のサッカー選手である。ポジションはディフェンダー。

## 経歴
ノースカロライナ大学チャペルヒル校出身。
1996年、MLSのD.C. ユナイテッドに入団。一年目はアメリカ代表U-23の一員としてアトランタ五輪でもプレー。また、同年11月10日のトリニダード・トバゴ代表戦でA代表デビューも飾った。1998年にはユナイテッドのCONCACAFチャンピオンズリーグ制覇に貢献。しかし、この年以降は怪我に苦しみ、戦線を離れることが増えた。2002年のW杯日韓大会では全試合出場しベスト8に貢献した。
2003年、メトロスターズにトレードで移籍。2年連続でMLSベストイレブンに選出され、USオープンカップ準優勝に貢献。
2005年、新規参入クラブのレアル・ソルトレイクにトレードで移籍。3シーズンプレーした後、2007年に引退した。

## 所属クラブ
- D.C. ユナイテッド 1996-2002
- メトロスターズ 2003-2004
- レアル・ソルトレイク 2005-2007

## 代表歴

### 出場大会
- アメリカ代表
  - 1998 FIFAワールドカップ
  - 2002 FIFAワールドカップ
  - 2006 FIFAワールドカップ

### 試合数
- 国際Aマッチ 82試合 8得点（1996年-2006年）[1]

| アメリカ代表 | 国際Aマッチ | 国際Aマッチ |
| 年           | 出場        | 得点        |
| ------------ | ----------- | ----------- |
| 1996         | 5           | 0           |
| 1997         | 9           | 2           |
| 1998         | 12          | 1           |
| 1999         | 3           | 0           |
| 2000         | 6           | 1           |
| 2001         | 9           | 0           |
| 2002         | 11          | 1           |
| 2003         | 2           | 0           |
| 2004         | 9           | 1           |
| 2005         | 7           | 0           |
| 2006         | 9           | 2           |
| 通算         | 82          | 8           |